# 雷·湯姆林森
雷蒙德·塞缪尔·汤姆林森（英語：Raymond Samuel Tomlinson，1941年4月23日—2016年3月5日），暱稱雷·湯姆林森（Ray Tomlinson），美国程序员，以发明电子邮件而知名，被誉为“电子邮件之父”。
他于1971年在ARPANET系统上实现了第一个电子邮件系统。它是第一个能够在连接到ARPANE的不同主机用户之间发送邮件的系统。此前，邮件只能发送给使用同一台计算机的其他用户。 
为了实现这一目标，他用@符号将用户名与计算机名分隔，而这一方案在电子邮件地址中沿用至今。 2012年獲選進入網際網路名人堂。互联网名人堂评论道“汤姆林森的电子邮件程序带来了彻底的革命，从根本上改变人们的交流方式。”

## 早年生活与教育
汤姆林森生于纽约州阿姆斯特丹。但他的家人很快就搬到纽约州韦尔米尔斯的一个小村庄。幼年的汤姆林森对一切机械的运转方式都非常着迷。他在布罗达尔宾附近的布罗达尔宾中心学校上学，之后考入特洛伊的伦斯勒理工学院（RPI），在那里他参加了IBM的带薪实习项目。他于1963年获得了电气工程学学士学位。
从RPI毕业后，他进入麻省理工学院继续他的电气工程教育。在MIT期间，汤姆林森曾在语音通信研究组工作，开发了一个模拟数字混合语音合成器，并以此作为他硕士论文课题。他在1965年获得电气工程硕士学位。

## 生涯
1967年，他加入了Bolt Beranek and Newman公司（BBN科技公司的前身），在那里他协助开发了TENEX操作系统，在其上實作了ARPANET网络控制程序與telnet協定，並參與TCP/IP協定的早期研發。他写了一个名为CPYNET的文件传输程序，其通过ARPANET进行文件传输。后来汤姆林森被要求修改一个名叫SNDMSG的程序，它可通过运行TENEX，向其他使用分时系统的计算机用户发送实时消息。他把CPYNET的一些代码添加到SNDMSG中，这样就可以把消息发送给使用其他计算机的用户，世界上第一封电子邮件由此诞生。
汤姆林森发送的第一封电子邮件是一封测试邮件。它没有被保留下来，汤姆林森称其“微不足道”，就像“QWERTYUIOP”一样。这通常被人们断章取义为“第一封电子邮件是QWERTYUIOP”。 汤姆林森后来表示这些“文本信息已经完全忘记”。
起初，他的电子邮件收发系统被认为是不重要的。它的开发并非来自其老板的命令，汤姆林森追求它仅仅“因为它似乎是一个不错的主意”。当汤姆林森给他的同事杰里·伯奇菲尔德（Jerry Burchfiel）看时，汤姆林森说“不要告诉任何人！这不是我们应该要做的工作。”

## 逝世
2016年3月5日，汤姆林森因心脏病在麻薩諸塞州林肯的家中离世，享年74岁。他的僱主雷神公司證實他的死訊。Google旗下的Gmail在社交網站Twitter發文，感謝湯姆林森對電郵發展的貢獻。

## 奖项与荣誉
- 2000年，汤姆林森获美国计算机博物馆的乔治·R·斯蒂比兹（英语：George R. Stibitz）计算机先驱奖（与蒙大拿州立大学计算机科学系）[24]。
- 2001年，他荣获国际数字艺术与科学学院的威比奖终身成就奖。同年，他入选伦斯勒校友名人堂（Rensselaer Alumni Hall of Fame）[25]。
- 2002年，《发现》杂志授予其创新奖[10]。
- 2004年，他与戴夫·克罗克（Dave Crocker）分享了IEEE互联网奖（英语：IEEE Internet Award）[10]。
- 2009年，他与马丁·库帕一起在科学技术研究类被授予阿斯图里亚斯亲王奖。[26]
- 2011年，他在MIT的MIT150（英语：MIT150）创新者与创意列表中中名列第四[10]。
- 2012年，他入选互联网协会的互联网名人堂[10]。